# Acords de pau de París
Els Acords de pau de París de 1973 van establir la fi de la Guerra del Vietnam amb l'aplicació dels drets fonamentals, així com la independència del Vietnam del Sud i l'estabilització d'Àsia. Els acords, signats el 27 de gener, van ser els següents:

## Capítol I
Els drets nacionals fonamentals del poble vietnamita.

### Article 1
Tant els Estats Units d'Amèrica com la resta respectaran la sobirania del Vietnam tal com es va disposar als Acords de Ginebra de 1954.

## Capítol II
Cessament d'hostilitats. Retirada de tropes.

### Article 2
Acord sobre l'alto el foc al Vietnam del Sud disposat pel 27 de gener de 1973.

### Article 4
Fi de l'ocupació dels Estats Units d'Amèrica al Vietnam del Sud.

### Article 5
Fi de l'ocupació de la resta de tropes i arsenals de guerra al Vietnam del Sud.

### Article 6
Desballestament de totes les instal·lacions militars dels Estats Units d'Amèrica al Vietnam del Sud.

## Capítol IV
L'exercici del dret a l'autodeterminació del poble vietnamita del sud.

### Article 9
Tant el Govern dels Estats Units i com de la República Democràtica del Vietnam respectaran la independència del Vietnam del Sud, així com les seves eleccions democràtiques.

## Capítol V
La reunificació del Vietnam i les relacions entre el Vietnam del Sud i el Vietnam del Nord.

### Article 15
Vietnam del Nord i Vietnam del Sud es reunificaran a poc a poc sense coacció estrangera.

## Capítol VI
Comissions militars conjuntes, comissió internacional de control i supervisió.

## Capítol VII
Cambodja i Laos.

### Article 20 (a)
Es respectaran els Acords de Ginebra sobre Cambodja i Laos, així com les seves pròpies independències.

## Capítol VIII
Les relacions entre els Estats Units d'Amèrica i la República Democràtica del Vietnam.

### Article 21
L'acord estén la pau de la resta de pobles d'Indoxina amb les corresponents ajudes necessàries per a la seva reconstrucció.

## Personalitats

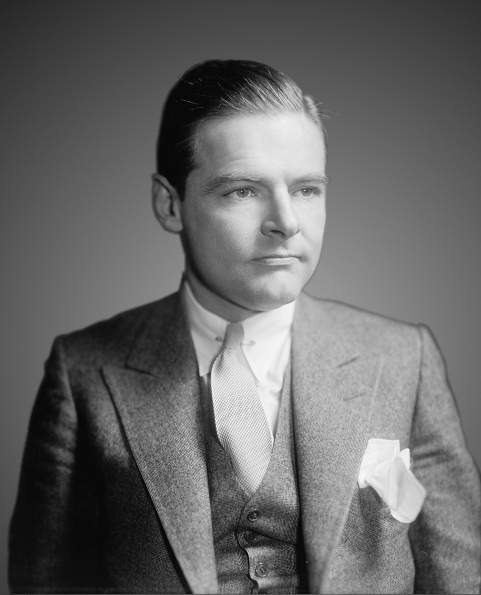
Henry Cabot Lodge, Jr.

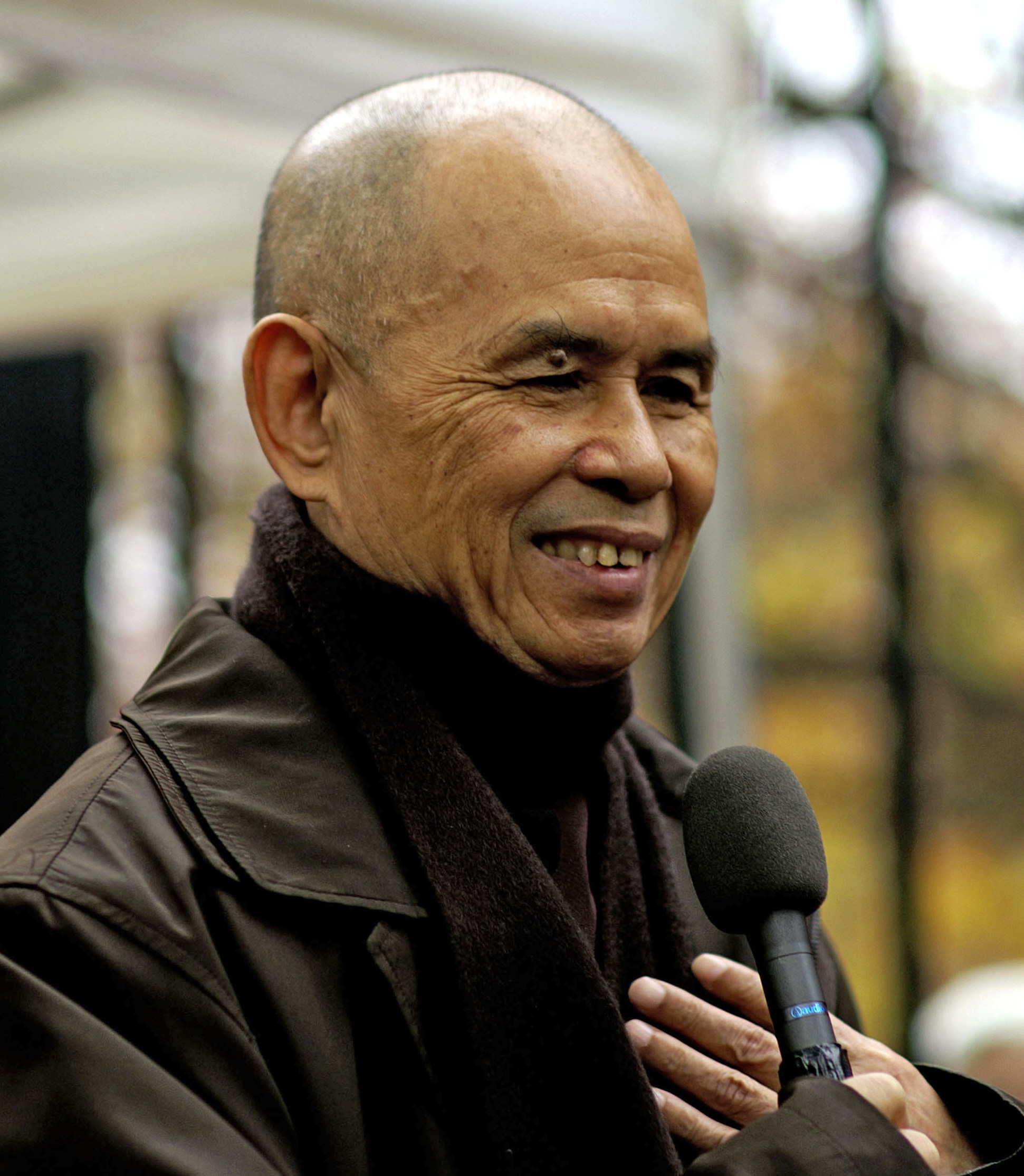
Thích Nhất Hạnh

### Signataris
- Henry Cabot Lodge, Jr. (1902-1985): senador republicà dels Estats Units d'Amèrica, ambaixador a l'Organització de les Nacions Unides, al Vietnam i a Ciutat del Vaticà.
- William P. Rogers (1913-2001): Secretari d'Estat dels Estats Units de 1969 a 1973 durant la presidència de Richard Nixon.
- Trần Văn Lắm (1913-2001): Ministre d'afers exteriors del Vietnam del Sud.
- Nguyễn Duy Trinh (1910-1985): Ministre d'afers exteriors del Vietnam del Nord.
- Nguyễn Thị Bình (1927): líder comunista vietnamita en nom del Front Nacional d'Alliberament del Vietnam.

### Altres persones clau en les negociacions
- Henry Kissinger (1923): conseller del Departament d'Estat dels Estats Units, Premi Nobel de la Pau el 1973 al costat de Lê Ðức Thọ.
- Lê Ðức Thọ (1911-1990): revolucionari, militar i polític vietnamita, guardonat al costat de Henry Kissinger amb el Premi Nobel de la Pau el 1973, premi que ell es va negar a acceptar.
- Thích Nhất Hạnh (1926): monjo budista i activista per la pau, nominat al Premi Nobel per aquest motiu. Refugiat polític a l'Estat francès des de 1972 pel seu combat pacífic, començat durant la Guerra del Vietnam.